# 粗脉冬青
粗脉冬青（学名：Ilex robustinervosa）是冬青科冬青属的植物，为中国的特有植物。分布于中国大陆的广东等地，多生长于山地林中以及灌丛中，目前已由人工引种栽培。